# Гобелены Фьонавара
Гобелены Фьонавара (The Fionavar Tapestry) — книжная трилогия в жанре фэнтези, созданная канадским писателем Гаем Гэвриелом Кеем. Основное действие происходит в вымышленном мире Фьонавар, «первом из миров Гобелена». Сюжет разворачивается вокруг пятерых студентов Торонтского университета, которые попали в этот мир в качестве гостей, но вскоре прониклись его судьбой и вступили в борьбу за его спасение. Основным источником вдохновения для автора служила кельтская мифология.

## Мир и персонажи
Основное действие разворачивается в стране Бреннин, которой правит король Айлиль дан Арт. Столица — город Парас-Дерваль. Старший сын короля Айлерон находится в изгнании. Младший сын, Дьярмуд, является наследником престола; это грациозный и бесстрашный воин, но при этом фривольный и любящий рискованные выходки. Дьярмуд влюблён в принцессу южного государства Катал, Шарру, которую называют «Чёрной Розой Катала». У власти в Катале находится её отец Шальхассан.
В Бреннине находится Совет Магов, который может включать до семи человек, однако на момент действия книги в нём находятся только трое: Лорин Серебряный Плащ (и его источник, гном Мэтт Сорин), Первый маг Метран (и его источник Денбарра), Тейрнон (и его источник Барак). Между магом и источником существует очень тесная личная связь. Каждый источник связан с магом особыми ритуалами и клятвами, а его жизненная сила служит для мага энергией. Теоретически маг может выпить всю энергию источника, но это приведёт к смерти последнего и лишит мага его сил. Книга Нильсома (гримуар, принадлежавший некогда жившему безумному магу) содержит описание тайного отвратительного ритуала, дающего магу возможность питаться из множества источников.
Среди других жителей Бреннина, принимающих значительное участие в сюжете — ясновидящая Исанна; Джаэль, верховная жрица Даны; Ваэ, Шахар и их сын Финн; Мабон, герцог Роденский, спасший Дейва от Авайи, чёрного лебедя; Лила, девочка пятнадцати лет, у которой установилась тесная связь с Финном.
К северу от Бреннина раскинулись равнины, где пасутся стада элторов — животных, напоминающих антилоп. Там же обитают племена миролюбивых кочевников дальри, которые охотятся на элторов и в то же время охраняют их стада. Каждое племя возглавляет вождь, при котором находится шаман; в юности шаманов ослепляют, чтобы они могли лучше сосредотачиваться на внутреннем зрении. В книге фигурирует главным образом третье племя, которым правит Айвор дан Банор при поддержке шамана Гиринта. Также в сюжете играет важную роль семья Айвора, особенно его сын Табор.
Светлые альвы обитают в Данилоте, стране на северо-западе, которую они скрыли мерцающим магическим туманом, чтобы защититься от Могрима и его слуг. Могрим особенно ненавидит их, потому что они являются воплощениями света. В сюжете романа большую роль играют Брендель, один из знатных альвов, и король Ра-Тенниэль.
В горах близ озера Калор Диман обитают гномы. Это суровый народ, который оказался обманут посулами гномов, служивших Могриму. Немалое участие в сюжете принимают бывший король гномов Мэтт Сорин и верный ему Брок.
В том же регионе находится страна Эриду, населённая людьми. Все они погибли в ходе романа от ядовитого магического дождя; единственным выжившим оказался Фейбур, которого изгнали из родной страны.
Далеко в горах обитают остатки мифической расы великанов параико. Они не способны на насилие, даже когда речь идёт о спасении жизни, но перед смертью могут проклясть своих убийц.
Кроме того, в сюжете играют большую роль другие места, такие как Пендаранский лес, остров Кадер Седат и цитадель Могрима Старкадх.
По ходу сюжета в Фьонаваре оказываются два великих воина прошлого, Артур и Ланселот. Одна из героинь романа оказалась перевоплощением Джиневры, которая терзается от любви к ним обоим. Регулярное повторение их истории в разных мирах — их искупление за совершённые когда-то грехи.

### Пятеро героев
- Кевин Лэйн (Лиадон) — остроумный, яркий, дружелюбный молодой человек. У него есть необычная черта: во время занятий любовью он переживает удивительно глубокие ощущения.
- Пол Шафер (Пуйл Дважды Рождённый) — тонко мыслящий, замкнутый человек, остро переживающий гибель своей возлюбленной в автокатастрофе, которую он считает своей виной.
- Дейв Мартынюк (Дейвор) — атлетически сложенный юноша, баскетболист. Его отношения с отцом, украинским эмигрантом, были трудными, и он не привык к искренней дружбе.
- Кимберли Форд (Ясновидящая) — тихая, чувствительная девушка, которая, однако, способна совершать трудный выбор и делать необходимое.
- Дженнифер Лоуэлл (Джиневра) — зеленоглазая блондинка, сдержанная в своих чувствах.

### Божества
- Ткач — создатель Гобелена, который составляют все миры и судьбы вселенной.
- Морнир — бог грома, которому посвящено Древо Жизни.
- Дана — богиня-мать.
- Кернун — бог животных и лесов.
- Кинуин — богиня-охотница.
- Маха и Немаин — богини войны.
- Эйлатин — бог озера близ Парас-Дерваля.
- Лиранан — бог морей.
- Оуин — предводитель Дикой охоты.
- Фордаэта, королева Рюка — злой дух, повелительница зимы.
- Ракот Могрим — тёмный бог, пришедший из-за пределов Гобелена. В начале трилогии он закован в недрах горы Рангат, но впоследствии освобождается.

### Полубоги
- Галадан — сын Кернуна, повелитель волков. Служит Могриму, но втайне от него надеется уничтожить мир.
- Флидис — лесной дух, перевоплощение Талиесина.
- Дариен — сын Ракота Могрима. Владеет магическими способностями.

### Существа
- Авайя — чёрный лебедь с когтями и гнилостным запахом, прислужница Могрима.
- Курдадх — древний дух земли, обитающий в Пендаранском лесу.
- Нимфа Имрат — крылатый единорог, созданный Даной и с лёгкостью сражающий врагов.
- Ургахи — огромные злобные полуразумные существа.
- Тёмные альвы (в русском переводе «цверги») — небольшие злобные существа, аналог орков.
- Уатах — возглавляющийй армию Могрима ургах, выделяющийся умом и силой.

## Тематика
По задумке Кея, Фьонавар — первый из миров, а остальные миры (включая и наш) вторичны по отношению к нему. Это проявляется в том числе в мифологии: сказания и легенды других миров берут здесь своё начало. То, что происходит в Фьонаваре, отражается в других мирах — поэтому победа или поражение Ракота Могрима будет иметь последствия и в нашем мире.
Один из главных мотивов трилогии — свобода воли. Она проявляется по-разному: Дженнифер принимает решение оставить Дариена, а впоследствии отослать Ланселота; Пол и Кевин приносят себя в жертву; Дьярмуд выходит на бой против ургаха, чтобы Артур смог принять участие в решающем бою; Ким отказывается вызвать дракона озера Калор Диман ради войны; Дариен делает свой решающий выбор.
Другой важный мотив — прощение. Он проявляется в судьбе разных людей: это Артур, давно простивший Джиневру и Ланселота; Пол, который под конец прощает себя за смерть Рэчел; отказ от мести Галадану и его решение начать жизнь заново; Дариен, понявший и простивший мать перед смертью; есть и другие примеры.
Ещё одна тема романа — это цена силы. Она часто покупается кем-то или чем-то другим; яркий пример — маги и их источники. Сюда же следует отнести Ким, которая несколько раз в ходе сюжета призывает других существ, и часто именно они платят цену этого призыва.

## Культурные отсылки

### Связь с реальным миром
- Во второй книге фигурирует Стоунхендж.
- Пещеры Дан Моры напоминают о пещерах дельфийского оракула, а также о доисторических пещерах, таких как Ласко.
- Дальри во многом напоминают американских индейцев: они кочуют, не создавая постоянных поселений; источником многих ресурсов для них являются стада диких животных; в их культуре играют важную роль шаманы и путешествия во сне.

### Мифы и легенды
В романе использован ряд преданий, главным образом кельтских. Наиболее очевидный пример — образы Артура, Ланселота и Джиневры, составляющих любовный треугольник и искупающих грехи. Кей включил в книгу сюжет о рождённых в мае детях, убитых Артуром: «Когда погибли дети, Великий Ткач отметил его бесконечной и неизменной судьбой. Повторяющимися войнами и искуплением своей вины под множеством имен во множестве миров, чтобы как-то восполнить тот невосполнимый ущерб, который был нанесен убийством детей и убийством любви». В романе появляется и Кавалл (англ. Cavall), верный пёс Артура. Встреча Ланселота с Лейзе из Лебединой марки, её безнадёжная любовь к нему и последующее отплытие на запад — отсылка к истории Элейны из Астолата.
Могучий дуб, известный как Древо Жизни (или Летнее Древо), напоминает Иггдрасиль, мировое древо в скандинавской мифологии. Бог Морнир напоминает скандинавских богов: его называют громовником, как Тора, при этом его сопровождают два ворона, Мысль и Память (подобно тому, как Одина сопровождали вороны Хугин и Мунин). Светлые и тёмные альвы также происходят из скандинавских мифов.
Котёл Кат Миголя и его воскрешающая сила происходят из кельтских легенд: в них встречаются многочисленные волшебные котлы. Одним из них являлся котёл Аннуна, хранившийся на острове Каэр Сиди (в романе он называется Кадер Седат); о плавании на этот остров за котлом повествуется в валлийской поэме «Добычи Аннуна». Авторство поэмы приписывают Талиесину, который появляется в книге (в образе духа Флидиса) и цитирует свои строки. Королём Аннуна был Пуйл, чье имя жители Фьонавара дали Полу Шаферу. Кабан, ранивший Кевина, напоминает кабана Турх Труйта.
Миф о Дикой охоте был раньше широко распространён в Европе. Считалось, что увидеть её — предзнаменование какой-либо беды (например, войны или чумы) или же скорой смерти того, кто наблюдал за ней. Люди, которые встретятся на пути Дикой охоты или рискнут последовать за ней, могли быть похищены и привезены в царство мёртвых. В разных местах существовали различные представления о том, кто возглавляет Охоту: так, в Британии её вожаком называли короля Артура, в Скандинавии — Одина. Однако суть Дикой охоты везде примерно одинакова — это группа призрачных всадников, скачущих по небу в поисках добычи.
Гибель Лиадона, приносящая весну, перекликается с мифом об Адонисе, воплощающем плодородие. Согласно этому мифу, Адонис является любовником Афродиты и трагически погибает от клыков кабана.
Гора Рангат, в которой был заключён Ракот Расплетающий Основу, напоминают историю пленения царя обезьян Сунь Укуна из китайского романа «Путешествие на Запад». Сунь Укун был заточён Буддой в горе, созданной им из собственных пяти пальцев, и провёл там 500 лет. Эта история напоминает о пяти сторожевых камнях, державших Ракота в заточении.
В романе часто фигурирует мотив ткачества: так, вселенная предстаёт в виде огромного Гобелена. Связь судьбы и ткачества имеет давние мифологические традиции.

### Творчество Толкина
Фьонавар в значительной степени напоминает Средиземье и, по-видимому, был вдохновлён им (что неудивительно, так как Кей помогал Кристоферу Толкину в обработке и издании «Сильмариллиона»).
- На карте Фьонавара показана северо-западная часть материка и его западное побережье, так же как на картах Средиземья, нарисованных Толкиным.
- Далеко на западе Фьонавара лежит переход в иную землю, которой могут достичь лишь светлые альвы, когда покидают мир, — прямая отсылка к Валинору.
- На востоке фьонаварской карты лежат горы, населённые гномами; над ними высятся пики Банир Лок и Банир Тал, а в соседней долине лежит священное озеро Калор Диман. У Толкина они соответствуют горам Эред Луин на востоке Белерианда, где находились две гномьи цитадели, и озеру Келед-Зарам.
- На севере Фьонавара находится горный массив, где расположена гора Рангат и цитадель Могрима Старкадх. Они отсылают нас к Эред Энгрин и цитадели Тангородрим.
- Совет магов Бреннина, в котором может находиться не более семи магов (и столько же источников), перекликается с советом истари, в котором состояло пять магов Арды.
- Дальри напоминают рохирримов, однако они ведут кочевой образ жизни и не столь воинственны.
- Пендаранский лес, наполненный опасностями, напоминает Лихолесье, ставшее после прихода Саурона мрачным и зловещим.

### Прочее
- Образ Лейзе перекликается с Элейной и с написанной по мотивам её истории балладой Теннисона «Волшебница Шалот».
- Артур, Ланселот и Гвиневра появляются одновременно как легендарные фигуры и персонажи сюжета в творчестве Роберта Холдстока.
- Светлые и тёмные альвы также фигурируют в повести «Волшебный камень Бризингамена» Алана Гарнера.

## Книги серии
- Древо Жизни (1984)
- Блуждающий огонь (1986)
- Самая тёмная дорога (1986)

## Награды
- «Блуждающий огонь» получил Prix Aurora Awards в номинации на английском языке в 1987 году.
- «Блуждающий огонь» получил Casper Award за «лучшую спекулятивную фантастику» в 1987 году.
- «Древо Жизни» выдвигалось на Мифопоэтическую премию за произведение для взрослых в 1985 году.